# Подивись назад (фільм)
Подивись назад (яп. ルックバック, Rukku Bakku) — японський анімаційний драматичний фільм 2024 року за мотивами однойменного вебкоміксу (вебманги) Фудзімото Тацукі. Режисер фільму Кійотака Ошияма, також написав сценарій, був дизайнером персонажів і продюсером студії Дуріан. У фільмі Юмі Кавай і Мідзукі Йошида грають двох дівчат, які люблять малювати — Фудзіно (Кавай) і відлюдькувату пустунку Кіомото (Йошида), чиї художні здібності викликати у Фудзіно змагальний запал, який незабаром переростає у партнерство.
Прем'єра фільму Подивись назад відбулася на міжнародному фестивалі анімаційних фільмів в Ансі в червні 2024 року. 28 червня 2024 року мультфільм був випущений у прокат в Японії компанією Avex Pictures.

## Сюжет
Аюму Фудзіно (藤野 歩з) — учениця початкової школи, яка вміє малювати манґу, публікувати йонкома у шкільній газеті та радіти похвалі однолітків і вчителів за її вміння. Одного разу її вчитель просить її віддати один зі своїх стрипів у газеті Кіомото (京本, Kyōmoto), замкнутій дівчинці з серйозною соціальною дезадаптацією, яка прагне малювати манґу. Фудзіно неохоче погоджується, але виявляє, що Кіомото є вправною ілюстраторкою. Заздрячи здібностям Кіомото, Фудзіно кидається на вдосконалення своїх художніх навичок, що призводить до того, що вона відштовхує своїх друзів і сім’ю, оскільки вона захоплена суперництвом з Кіомото. Протягом року, попри покращення, Фудзіно не може наздогнати Кіомото й зрештою кидає малювати, відроджуючи своє соціальне життя.
Коли її клас закінчує початкову школу, Фудзіно доручають вручити диплом Кіомото. Фудзіно заходить в будинок Кіомото і знаходить купи альбомів для малюнків. Знайшовши папірець, вона малює йонкома, що глузує з Кіомото, але той ненавмисно вислизає під двері кімнати Кіомото. Хоча Фудзіно, жалкуючи про свій вчинок, намагається втекти, Кіомото впізнає її стиль, і виходить зі своєї кімнати, щоб зустріти Фудзіно, оскільки, як виявилося, вона є величезною шанувальницею, яка стежила за її манґою в шкільній газеті. Коли Кіомото запитує, чому вона більше не малює, Фудзіно, соромлячись назвати справжню причину, каже, що це тому, що вона планує подати манґу на конкурси. Повертаючись додому, Фудзіно бачить, що її творча іскра знову з'явилася, і вирішує повернутися до малювання. Вона навіть запрошує Кіомото намалювати з нею манґу, і їх спільна робота виграє конкурс. Ставши друзями завдяки цьому досвіду, Фудзіно використовує частину грошового призу, щоб взяти Кіомото в подорож містом; після цього Кіомото дякує Фудзіно за те, що вона дала їй мотивацію вийти зі своєї шкаралупи.
У середній школі вони продовжують створювати манґу під псевдонімом Kyo Fujino, надсилаючи кілька ван-шотів, які отримують високу оцінку. Після закінчення школи їм дають можливість публікувати свої серії коміксів у Weekly Shōnen Jump, але Кіомото відмовляється, оскільки бажає здобути художню освіту в Університеті мистецтва та дизайну Тохоку. Засмучена цим рішенням, Фудзіно продовжує малювати без неї, працюючи над своєю манґою Shark Kick як Kyo Fujino. Хоча вона стає дуже популярною, опублікувавши одинадцять танкобонів і адаптацію аніме, доросла Фудзіно почувається незадоволеною без Кіомото.
10 січня 2016 року чоловік, який звинуватив студентів університета Тохоку в плагіаті його роботи, вчинив там масове вбивство киркою, причому Кіомото була однією з жертв. Спустошена Фудзіно ставить Shark Kick на перерву та повертається додому, щоб відвідати похорони, зрештою заходить в будинок Кіомото. Переконуючи себе, що вона опосередковано привела Кіомото до смерті, надихнувши її на кар’єру мистецтва, Фудзіно вважає, що її мистецтво не має цінності, і розриває глузливу йонкому, яку вона намалювала багато років тому. Уривок вислизає під дверима Кіомото, і, здається, час повертається до дня, коли двоє зустрілися.
Цього разу Кіомото надто стривожена уривком, щоб вийти зі своєї кімнати. Всупереч цьому, вона все ще має інтерес до мистецької кар'єри та відвідує Тохоку. Проте, коли приходить убивця, усіх рятує Фудзіно з цієї реальності, яка продовжувала займатися легкою атлетикою та фізично знешкоджує вбивцю, перш ніж він встиг завдати шкоди Кіомото, щоправда зламавши при цьому ногу. Коли Фудзіно розміщують у машині швидкої допомоги, дівчата мають розмову, схожу на ту що вони мали в будинку Кіомото в їх оригінальній зустрічі. Повернувшись додому, Кіомото малює йонкому в дитячому стилі під назвою Подивись назад, на якій Фудзіно рятує її. Порив вітру здуває папірець під двері кімнати і він потрапляє в оригінальний таймлайн де його бачить Фудзіно. Вражена малюнком, Фудзіно заходить до кімнати Кіомото, знаходячи кілька танкобонів і заготовок для Shark Kick, що показує що, хоча шляхи дівчат розійшлися, Кіомото продовжувала планувати їх спільну роботу.
Все ще зневірена у своєму життєвому виборі, Фудзіно скаржиться, що ненавидить малювати, але голос Кіомото питає: «Тоді навіщо ти малюєш, Фудзіно?», що змушує Фудзіно згадати всі випадки, коли її манґа робила Кіомото щасливою. Фудзіно вирішує повернутися і продовжити малювати манґу, наклеївши йонкому Кіомото над своїм робочим місцем.

## Акторський склад
| Персонаж                  | Японський актор озвучення                                                                           | Англійський актор дубляжу |
| ------------------------- | --------------------------------------------------------------------------------------------------- | ------------------------- |
| Аюмі Фудзіно              | Юмі Кавай                                                                                           | Валері Роуз Ломан         |
| Кіомото                   | Мізукі Йосіда                                                                                       | Грейс Лу                  |
| Класний керівник          | Йоітіро Сайто                                                                                       |                           |
| Однокласники              | Ріна Ендо Сінносуке Токудоме Нанака Шогакі Тайсей Міягіші Харуто Шима Мінорі Таканамі Сакура Цуцумі |                           |
| Редактор                  | Коя Йошихаші                                                                                        |                           |
| Чоловік                   | Кота Ока                                                                                            | Райан Кольт Леві          |
| Сестра Фудзіно            | Куреха Макі                                                                                         |                           |
| Диктор новин              | Такеші Міядзіма                                                                                     |                           |
| Диктор                    | Дайсуке Такахаші                                                                                    |                           |
| Вчитель                   | Джун Іто                                                                                            |                           |
| Мати друга                | Каорі Такеучі                                                                                       |                           |
| Бабуся                    | Масума Тайра                                                                                        |                           |
| Диктор закритого конкурсу | Сейла Іна                                                                                           |                           |
| Чоловік з 4-ком           | Тошіюкі Морікава                                                                                    | Райан Кольт Леві          |
| Жінка з 4-ком             | Сакамото Маая                                                                                       |                           |

## Виробництво
У лютому 2024 року анонсували аніме-адаптацію манги Озирнись назад. У березні 2024 року було оголошено, що Каваї та Йосіда приєдналися до озвучення Фудзіно та Кіомото відповідно.

### Музика
Музику написав Харука Накамура. Головна пісня фільму Light Song написана Накамурою та виконана Урарою.

## Релізи
Прем’єра фільму Подивись назад відбулася на Міжнародному фестивалі анімаційних фільмів, який проходив у Ансі, Франція, з 9 по 15 червня 2024 року в категорії Ансі представляє, позаконкурсній категорії, створеній для демонстрації різноманітних міжнародних анімаційних фільмів.
28 червня 2024 року фільм Подивись назад почала показувати у кінотеатрах в Японії компанія Avex Group, прокат відбувався у 119 кінотеатрах по всій країні. Завдяки позитивній критичній і глядацькій реакції, 5 липня прокат розширили ще на 11 кінотеатрів.
У Сполучених Штатах Японське товариство показало фільм 14 липня 2024 року японською мовою з англійськими субтитрами в рамках заходу Japan Cuts: Festival of New Japanese Cinema у Нью-Йорку. У Північній Америці фільм отримав ліцензію GKIDS, а прем’єра в кінотеатрах відбулася 4 жовтня 2024 року. Сінгапурська кінопрокатна компанія Encore Films ліцензувала фільм для показу в країнах Південно-Східної Азії. Фільм був випущений у всьому світі на Prime Video 7 листопада 2024 року Amazon MGM Studios, де містить оригінальне японське аудіо з англійськими субтитрами, а також англійський дубляж.

## Огляд

### Касові збори
Подивись назад зібрав 2 млн дол. в Японії та 10,7 млн дол. на інших територіях, на загальну суму в усьому світі 12,7 млн доларів.  Фільм зібрав понад 227 мільйонів йєн (близько 1,47 млн дол.) у перші вихідні в японському прокаті. Станом на 17 липня, після 18 днів у кінотеатрах, він зібрав понад 1 млрд йєн.

### Критика
На вебсайті оглядачі Rotten Tomatoes рейтинг схвалення Подивись назад 100% на основі 25 відгуків із середнім рейтингом 8,7/10. Metacritic, який використовує середньозважену оцінку, поставив фільму оцінку 90 зі 100 на основі 6 критиків, вказуючи на «загальне визнання».
Девід Ерліх на IndieWire поставив фільму оцінку «B+», високо оцінивши дизайн персонажів і емоційну вагу історії; Ерліх писав, що «минуща природа фільму Осіями, який так плавно передає еони праці з легкістю пам’яті та блиском зірки, що падає, зрештою дозволяє викристалізувати правду, яку більшість митців можуть лише сподіватися прийняти для себе [...]: створення речей — це не марна трата часу чи спосіб ізоляції від світу, а скоріше найпрекрасніший спосіб належати до нього». Роббі Коллін з Дейлі телеграф оцінив фільм у п’ять із п’яти зірок, похваливши його візуальні ефекти за «дику, але непоказну красу», а сюжет як доступний, «проте філософськи насичений»; і завершив: «У цьому є чистота, схожа на хайку: Подивись назад такий же охайний, але водночас такий же насичений, як і чотирипанельні комікси, на яких його головні героїні колись старанно відточували свою майстерність. І якщо щось таке прекрасне також здається надто коротким – ну, можливо, в цьому і суть».

### Нагороди
| Премія                             | Дата церемонії | Категорія                                                      | Номіновано      | Результат | Прим.  |
| ---------------------------------- | -------------- | -------------------------------------------------------------- | --------------- | --------- | ------ |
| Енні                               | 08.02.2025     | Найкращий повнометражний анімаційний фільм – незалежна стрічка | Подивись назад  | Номінація | [ 23 ] |
| Блакитна стрічка                   | Лютий 2025     | Кращий фільм                                                   | Подивись назад  | Номінація | [ 24 ] |
| Гочі                               | 16.11.2024     | Кращий анімований фільм                                        | Подивись назад  | Перемога  | [ 25 ] |
| Премія Японської академії          | 14.03.2025     | Найкращий анімаційний фільм                                    | Подивись назад  | Перемога  | [ 26 ] |
| Ніккан Спортс                      | 27.12.2024     | Кращий фільм                                                   | Подивись назад  | Номінація | [ 27 ] |
| Ніккан Спортс                      | 27.12.2024     | Краща актриса                                                  | Юумі Кавай      | Номінація | [ 27 ] |
| Seiyu Awards                       | 15.03.2025     | Спеціальна відзнака                                            | Подивись назад  | Перемога  | [ 28 ] |
| Премія Токійського аніме-фестивалю | Березень, 2025 | Анімація року                                                  | Подивись назад  | Перемога  | [ 29 ] |
| Премія Токійського аніме-фестивалю | Березень, 2025 | Кращий режисер                                                 | Кійотака Ошіяма | Перемога  | [ 29 ] |